# Q (бондиана)
Q — персонаж книг и фильмов о Джеймсе Бонде. Так же, как и M, это кодовое имя, в данном случае оно означает первую букву слова Quartermaster (квартирмейстер). Q (настоящее имя — Джеффри Бутройд — дано Флемингом в честь специалиста по оружию, давшего писателю совет) — глава Q Branch, исследовательского центра Британской Секретной службы. Он постоянно снабжает Джеймса Бонда всевозможной шпионской техникой. Дважды принимал участие в полевых операциях Бонда. Этот персонаж присутствовал с первой картины официальной бондианы «Доктор Но» по фильм «И целого мира мало» (включая «Никогда не говори "никогда"»). Позже его заменил его заместитель R, присутствовавший всего в двух фильмах. В «Казино „Рояль“» и «Кванте милосердия» Q и R отсутствуют, однако в «Казино „Рояль“» появляется некий сотрудник технического отдела МИ6, который снабжает Бонда подкожной радиокапсулой.

## Актеры, игравшие Q

### Питер Бёртон(1962)
Единственный раз сыграл Q в фильме «Доктор Но», где тот представлен под именем своего книжного прототипа майора Бутройда.

### Десмонд Ллевелин(1963—1999)
Играл во всех фильмах бондианы, кроме «Живи и дай умереть» (1973), начиная со второго — «Из России с любовью» (1963) — вплоть до «И целого мира мало» (1999). В первом из них его именуют майором Бутройдом, но в дальнейшем практически всегда называют Q. Очень уважает Бонда и является для него преданным другом, хотя временами склонен над ним иронизировать.
Сыграл в фильмах:
- «Из России с любовью»
- «Голдфингер»
- «Шаровая молния»
- «Живёшь только дважды»
- «На секретной службе Её Величества»
- «Бриллианты навсегда»
- «Человек с золотым пистолетом»
- «Шпион, который меня любил»
- «Лунный гонщик»
- «Только для ваших глаз»
- «Осьминожка»
- «Вид на убийство»
- «Искры из глаз»
- «Лицензия на убийство»
- «Золотой глаз»
- «Завтра не умрёт никогда»
- «И целого мира мало»

### Джон Клиз(1999—2002)
Сначала его герой был заместителем Q — R. Позже, когда персонаж его предшественника ушёл на пенсию, он стал Q. Его отношения с Бондом в основном такие же, как у его предшественника, но иногда R/Q раздражается из-за привычки Бонда трогать гаджеты без спроса.
Сыграл в фильмах:
- «И целого мира мало» — R
- «Умри, но не сейчас» — Q

### Бен Уишоу(2012 — настоящее время)
В первых двух фильмах Дэниела Крейга — «Казино „Рояль“» и «Квант милосердия» — Q не появляется, как и мисс Манипенни. Крейг выразил недовольство на сей счёт и в то же время надежду на возвращение Q в третьем фильме. В ноябре 2011 года роль получил британский актёр Бен Уишоу. На момент кастинга ему был 31 год, что делает его самым молодым Q в истории франшизы. Он относится к агентам 00 довольно пренебрежительно, считая их полезными лишь в боевых условиях, хотя с Бондом у него отношения складываются вполне дружеские. Однако, при своих компьютерных навыках, Q довольно недальновиден: взламывая компьютер Рауля Сильвы, он даже не предполагал, что этот взлом является частью вражеского плана по устранению М.
Сыграл в фильмах:
- 007: Координаты «Скайфолл»
- 007: Спектр
- Не время умирать